# Andy Wallace
Andy Wallace (nascido em 1947 em Nova Jérsei) é um produtor de estúdio de música americano, engenheiro de áudio e mixagem com um longo histórico de produções. Ao longo dos anos, se concentrou exclusivamente na mixagem. É conhecido por sua "presença sonoramente influente na cena musical atual", e "ajudou a fazer algumas das músicas mais brutais e agressivas lançadas e também algumas das mais belas". Em fevereiro de 1999, compartilhou um Grammy de melhor produção de álbum, não clássico com Tchad Blake e Trina Shoemaker, por seu trabalho no álbum de Sheryl Crow, The Globe Sessions.